# サンフランシスコ・プレシディオ
サンフランシスコ・プレシディオ（Presidio of San Francisco）は、アメリカ合衆国カリフォルニア州のサンフランシスコにある元アメリカ軍基地である。スペイン帝国領時代の1776年に開設され、1994年に閉鎖された。その後、国立公園局に移管されゴールデン・ゲート国立保養地の一部となっている。面積は約600ヘクタールである。

## 地理
サンフランシスコ半島の北端、サンフランシスコ湾の入口を見渡す戦略的な位置にある。国道101号線が北部を通り、ゴールデン・ゲート・ブリッジを渡りマリン郡と連絡している。

## 歴史
1776年にカリフォルニアを探検したスペイン帝国の軍人フアン・バウティスタ・デ・アンサによって砦（プレシディオ）が建設された。1783年の時点で砦に配置された兵士は33人だった。
1821年、メキシコの独立に伴いプレシディオはメキシコ軍に引き継がれた。
1848年、米墨戦争の結果、カリフォルニアはアメリカ合衆国に併合された。プレシディオはアメリカ軍に引き継がれた。アメリカ軍はプレシディオの名称を変えずにそのまま使用した。プレシディオは太平洋、アジア、中東地域の戦場へ兵士達を送り出す拠点となった。また、戦場で負傷した兵士達が療養する病院があった。第二次世界大戦中に基地の規模は大幅に拡大された。1951年に基地内で旧日米安保条約が調印された。1994年の閉鎖時には大小約800の建物があった。
今日、プレシディオは財団法人によって独立採算制により維持管理されており、元々あった軍の建物を改修してホテル、商業施設、オフィス、学校などとして利用している。ウォルト・ディズニー・ファミリー博物館、レターマン・デジタル・アーツセンターなどが入居している。

## ギャラリー

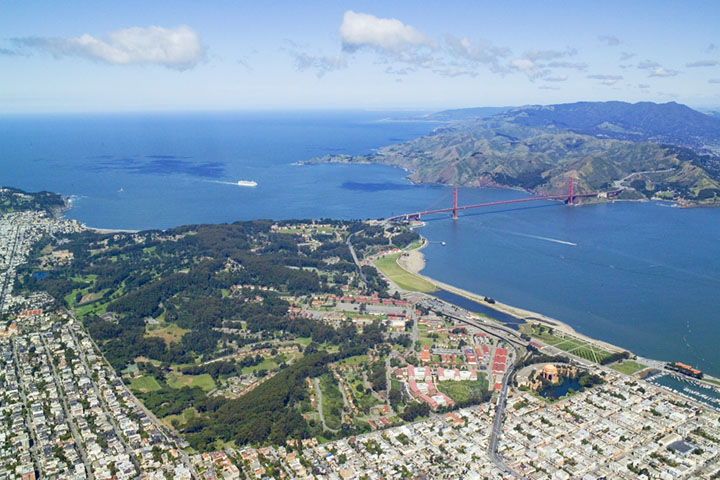
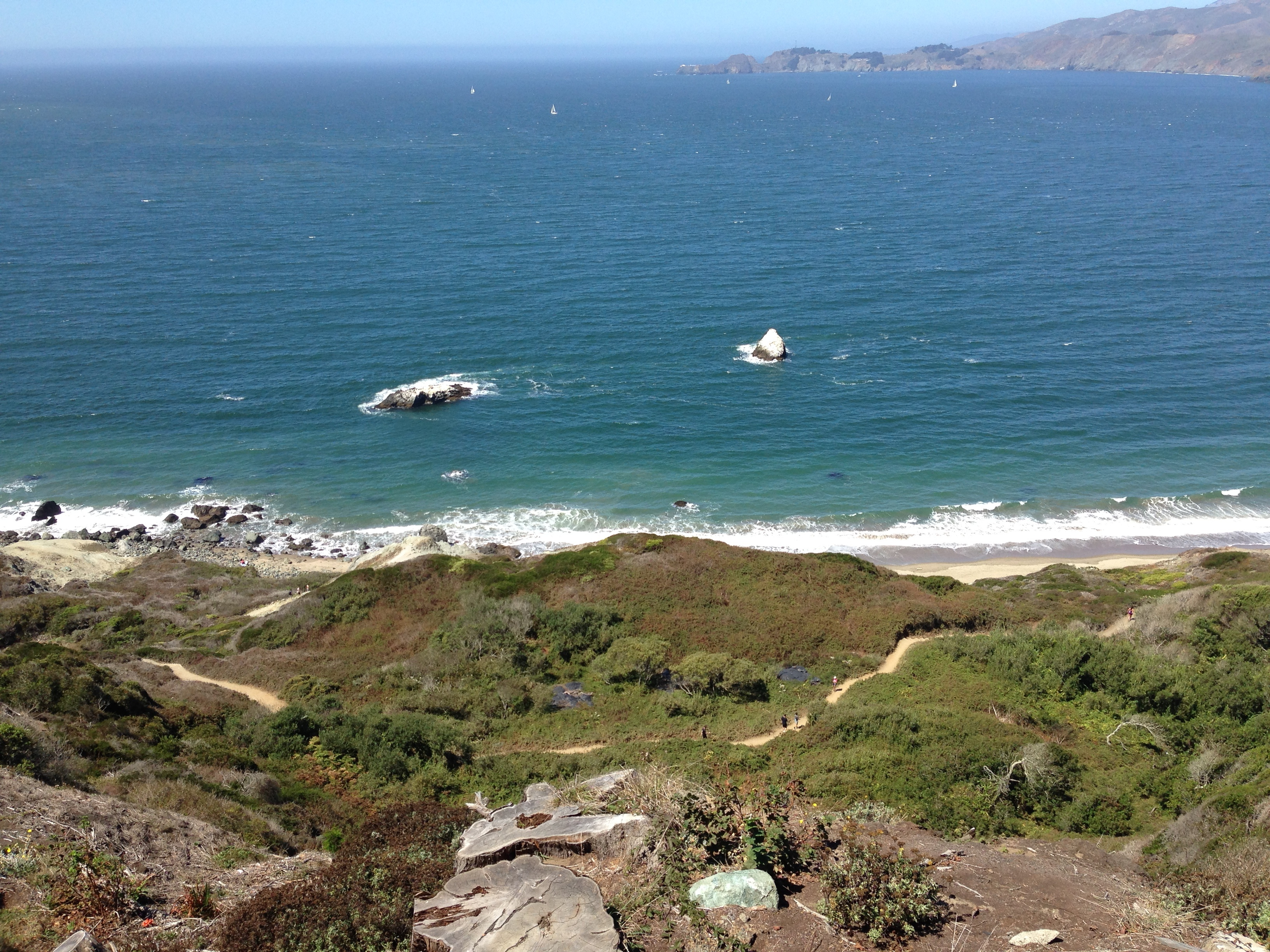
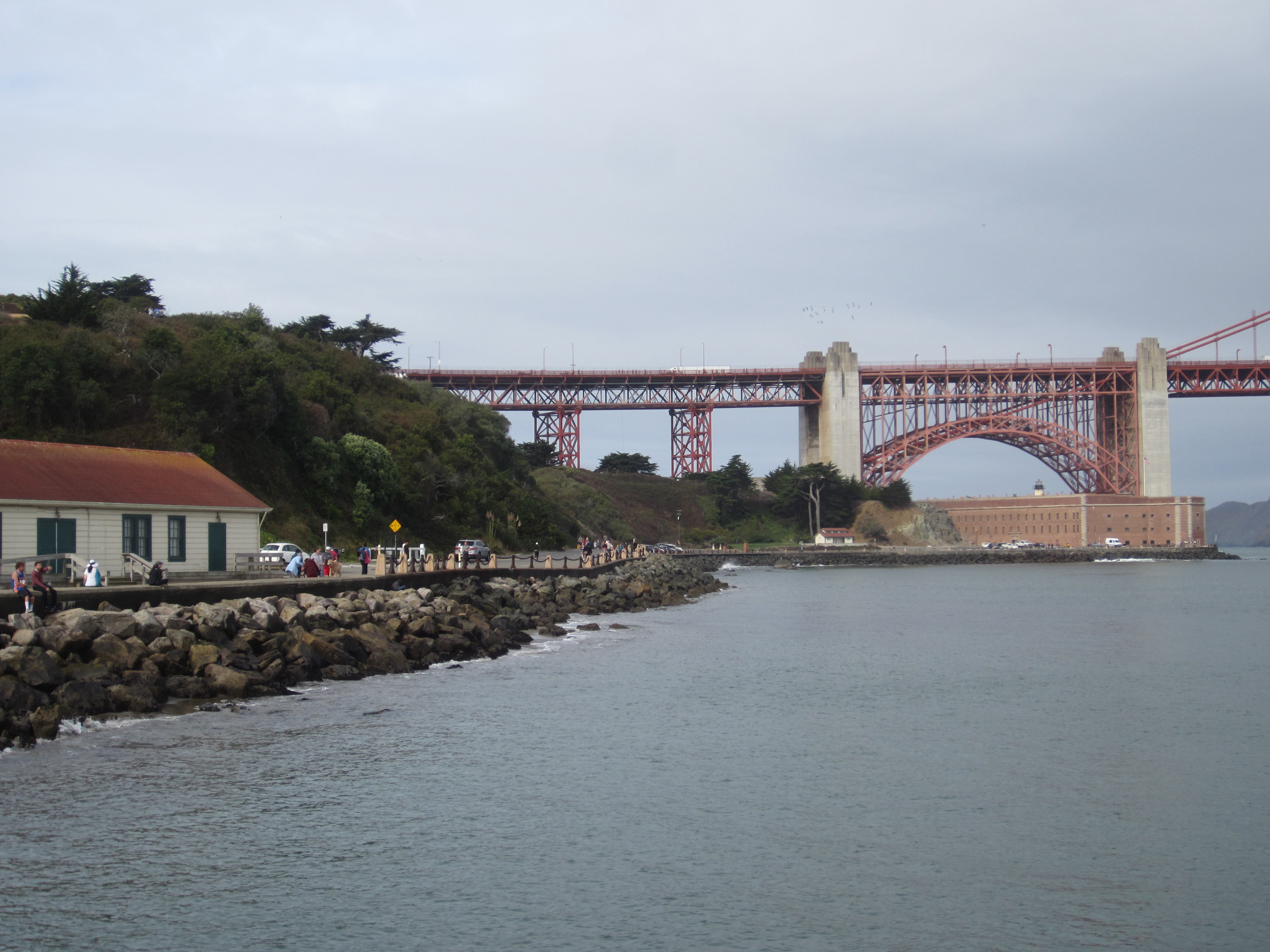
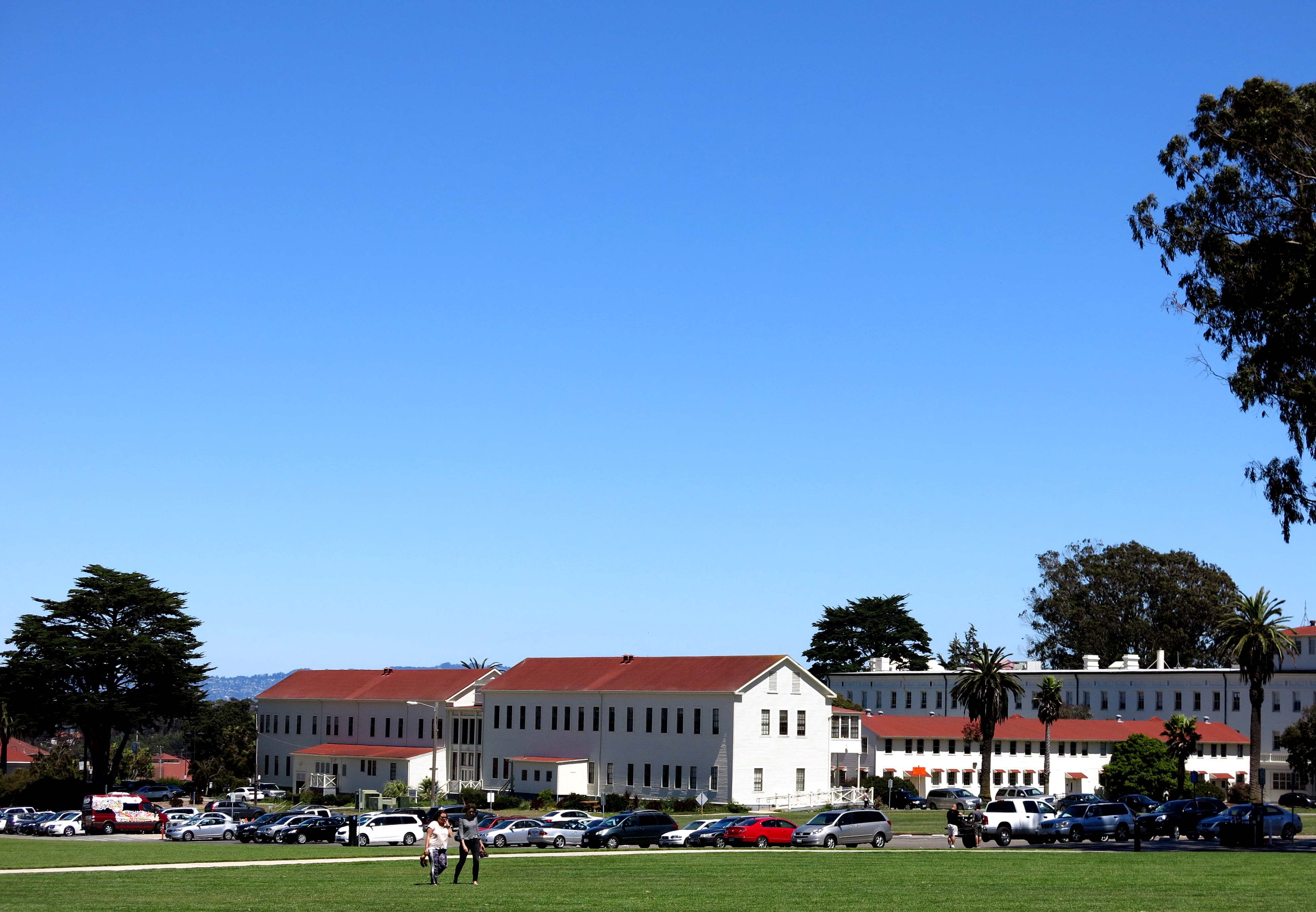
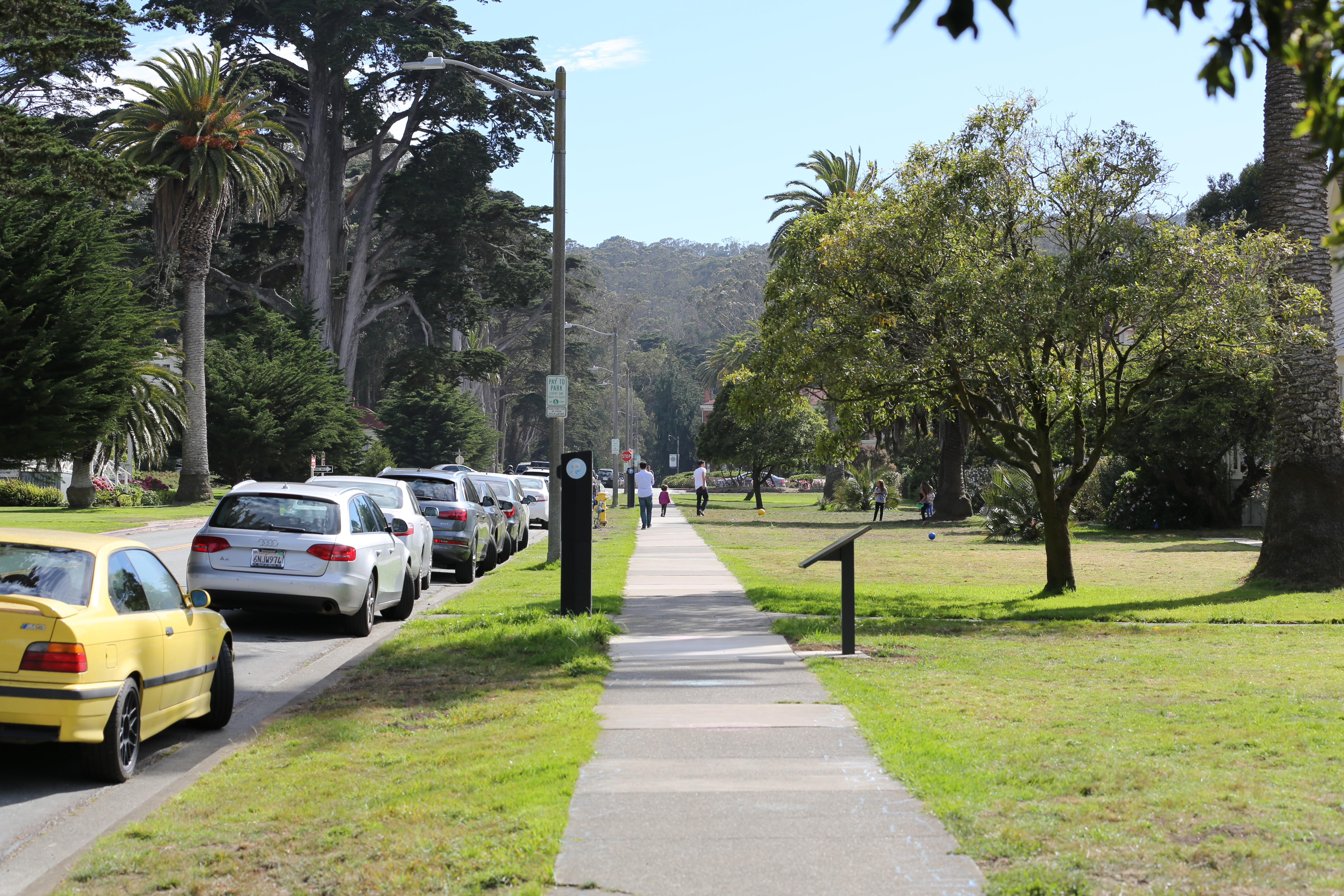
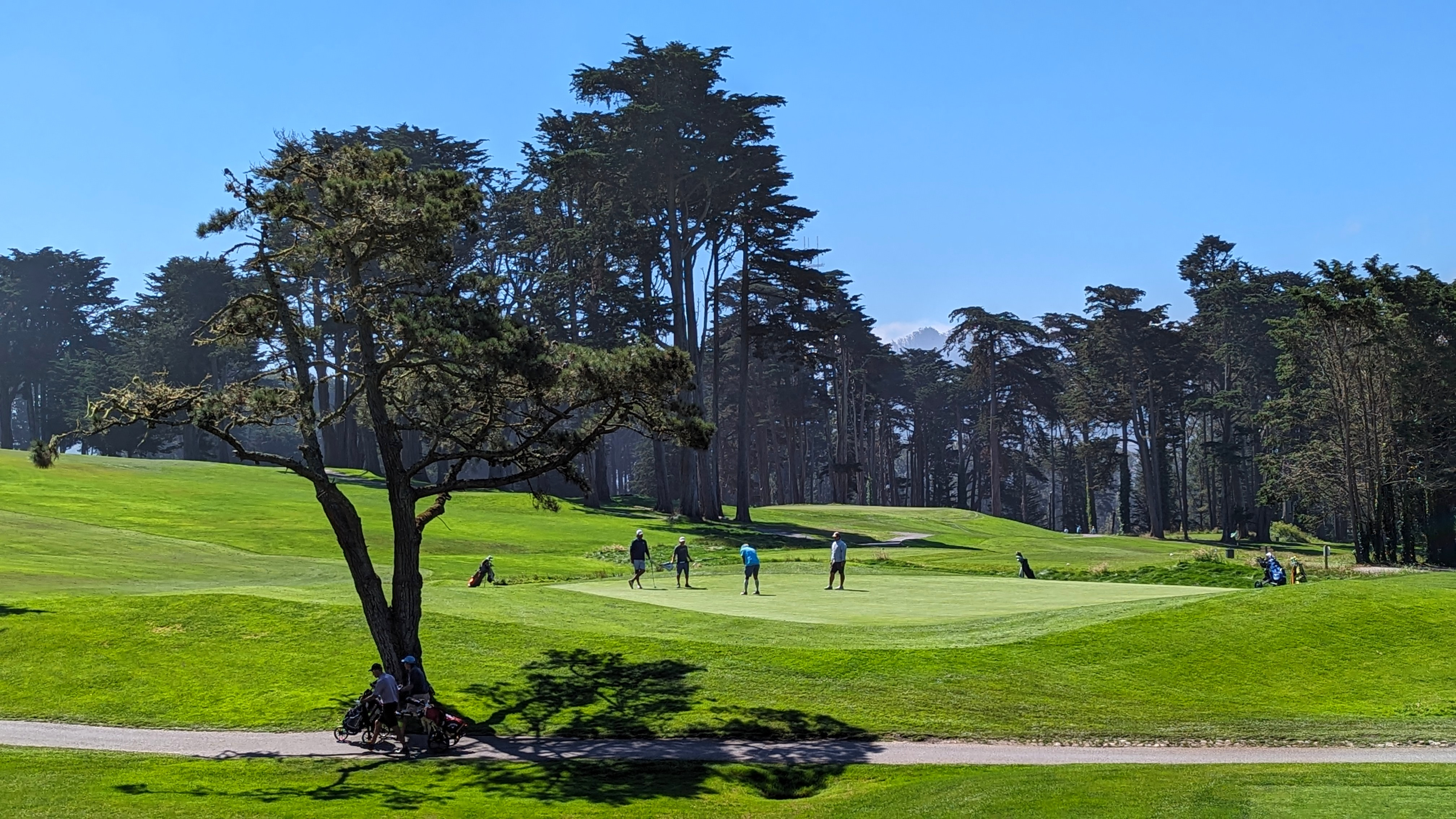